# Geschiedenis van Londen
De geschiedenis van Londen gaat bijna tweeduizend jaar terug. In deze tijd heeft de stad niet alleen te maken gehad met de pest, met stadsbranden en met terroristische aanslagen, zij heeft ook grote economische groei doorgemaakt. Tegenwoordig wordt Londen als een van de vier traditionele wereldsteden beschouwd, samen met Parijs, Tokio en New York. Met meer dan zeven miljoen inwoners was het in 2001 de stad met de meeste inwoners van Europa.
De stad heeft verschillende overheersers gekend: Kelten (wellicht), Romeinen, Angelsaksen en Normandiërs hebben hun sporen achtergelaten. Er zijn resten van de Romeinse stadsmuur gevonden, er is Angelsaksisch gehouwen steen bekend en de oudste delen van de Tower of London en van Westminster Abbey zijn in Normandische stijl gebouwd.
Londen is niet altijd de hoofdstad van Engeland geweest. In de Romeinse tijd was York de hoofdstad van het noorden, tot de tweede eeuw was Camulodunum (het huidige Colchester) de belangrijkste stad in Engeland. Tijdens de vroege middeleeuwen was Winchester de hoofdstad van het land.

## Mythologie en prehistorie

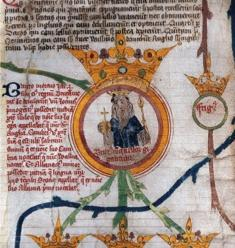
Brutus van Troje, de legendarische stichter van Londen

Volgens de middeleeuwse mythologie van Geoffrey van Monmouth, werd Londen gesticht door Brutus van Troje. Brutus bevrijdde een aantal Trojaanse slaven uit Griekenland en leidde hen, nadat hij een visioen had gehad dat hij een koninkrijk zou stichten in een land dat door reuzen werd bewoond, via Gallië naar Engeland, waar hij volgens de legende de reuzen versloeg. Hij wordt gezien als de stichter van de stad Nieuw Troje (Latijn: Troia Nova), het latere Londen. Koning Lud zou de stad hebben omgedoopt in Caer Ludein, de oorsprong van de naam "London". Geoffrey heeft het prehistorische Londen beschreven in zijn Historia Regum Britanniae.
Tijdens de prehistorie werd er in het gebied waar nu Londen ligt, landbouw bedreven. Belangrijke vondsten, zoals het Schild van Battersea dat in de Theems bij Chelsea werd gevonden, doen vermoeden dat het gebied belangrijk was. Naast het Schild van Battersea zijn er ook speerpunten en andere gebruiksvoorwerpen in het gebied van het huidige Londen gevonden. Bij opgravingen op de bouwwerf van het olympisch dorp voor de Olympische Spelen van 2012, zijn onder andere prehistorische skeletten en een maalsteen van 4000 jaar oud gevonden.
In het gebied waren de handelsposten Egham en Brentford gevestigd. Deze twee plaatsen zijn niet uitgegroeid tot steden, mede vanwege gebrek aan communicatiemogelijkheden. Archeologen vonden geen tekenen die wijzen op een prehistorische stad.

## Londinium

Londinium rond 400

De stad werd als Londinium in het jaar 43 gesticht onder de Romeinse keizer Claudius, op de noordoever van de Theems. Het was de hoofdstad van de Romeinse provincie Britannia.
De Romeinen waren wrede heersers in Britannia. Zo werden na de dood van Prasutagus (koning van de Keltische stam de Iceni) al zijn eigendommen door de Romeinen opgeëist. Van Iceense edelen werd land ontnomen en hun huizen werden verwoest. Ook Prasutagus' echtgenote Boudicca en hun dochters bleven niet gespaard. Boudicca werd in het openbaar gegeseld en haar dochters werden verkracht door Romeinse soldaten. Wegens de wreedheden en vrezend dat daar geen einde aan zou komen besloot Boudicca in opstand te komen. Londinium werd door Boudicca in 61 geheel verwoest.
Na de verwoesting werd de stad weer vrij snel opgebouwd, waarna het uitgroeide tot een betrekkelijk grote stad. Er werd een badhuis, een tempel en een forum gebouwd. Na het vertrek van de Romeinen raakte de stad in verval.

## Middeleeuwen

### Angelsaksisch en Normandisch Londen

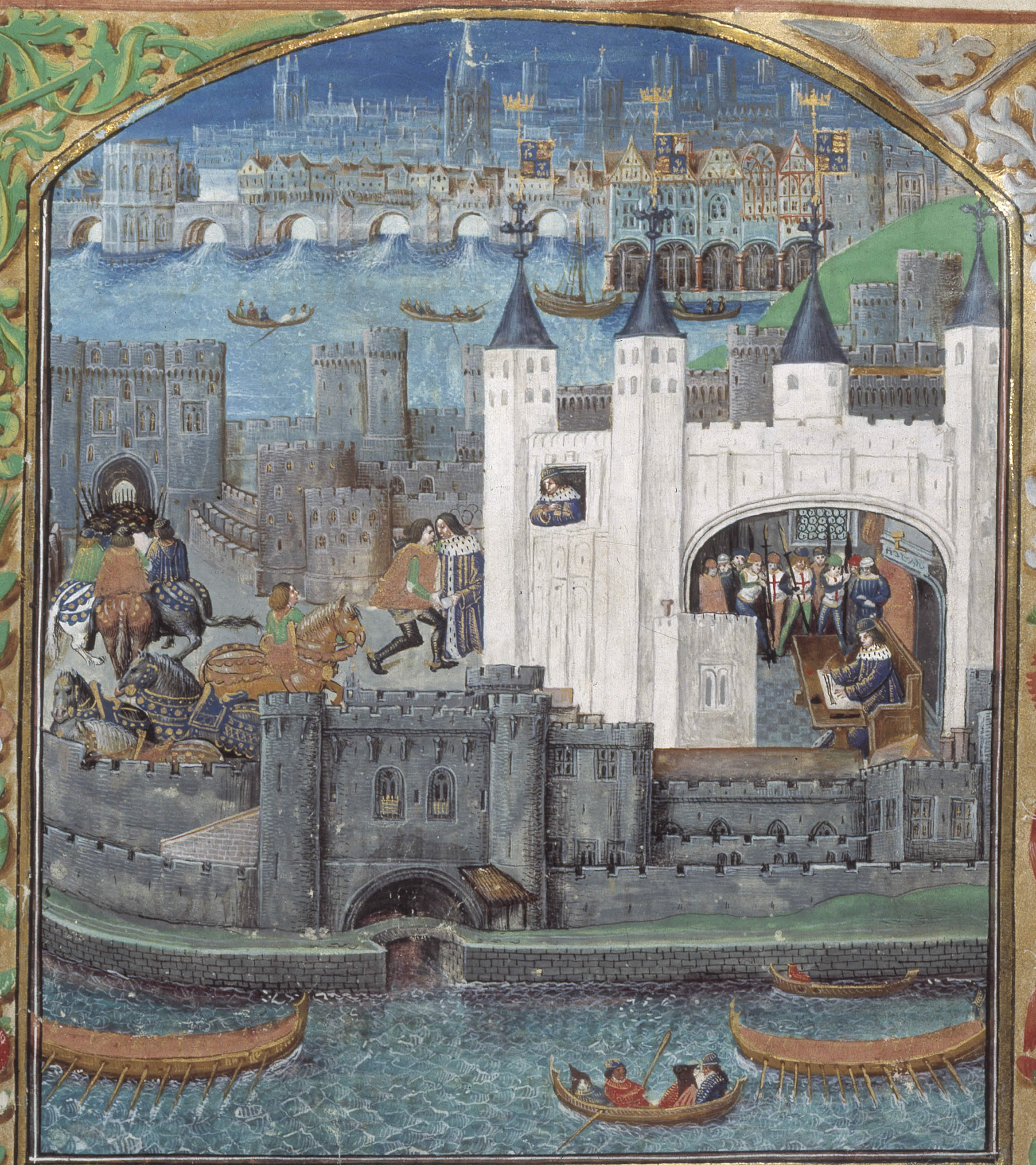
De Tower of London. Miniatuur van Karel van Orléans

Angelsaksische koningen heersten over Engeland na het vertrek van de Romeinen. De eerste Angelsaksische koning die zich bekeerde tot het christendom, was Ethelbert van Kent. Hij stichtte de eerste St Paul's Cathedral. Londen werd in de negende eeuw regelmatig geplunderd door Vikingen. Koning Alfred de Grote versloeg de Vikingen na een reeks van veldslagen, en sloot vrede met Vikingleider Guthrum. Nadat de Vikingen waren verslagen kon de stad weer tot bloei komen. Contemporaine schrijvers spreken over verschillende markten in de stad, waar internationale specialiteiten worden verkocht.
Eduard de Belijder was koning van Engeland tussen 1042 en 1066. Eduard heeft Westminster Abbey laten uitbouwen tot een grote stenen kerk en zijn eigen begraafplaats. Eduard was erg kuis en daarom onthield hij zich van seks. Dit was de reden dat hij geen kinderen kreeg. Moderne historici nemen dit gegeven overigens niet serieus. Eduards hele regeerperiode werd overschaduwd door zijn kinderloosheid en toen hij in januari 1066 stierf, barstte er een opvolgingsstrijd uit.
De Normandiër Willem de Veroveraar veroverde Engeland in 1066. Zijn rivaal Harold II van Engeland kwam bij deze verovering om in de Slag bij Hastings. Na zijn overwinning verwoestte het leger van Willem een groot gedeelte van het land in een poging de Engelsen te onderwerpen, maar hij ontweek Londen. Hij wachtte bij Berkhamsted totdat de autoriteiten van de stad hem als koning zouden erkennen. De Londenaren stemden snel in met zijn voorstel en zodoende werd Londen de hoofdstad van het gebied dat in handen was van Willem. Willem de Veroveraar gaf opdracht tot het bouwen van de White Tower, die moest dienen ter bescherming van de Normandische veroveraars tegen aanvallen van binnen en buiten. Dit verdedigingswerk groeide later uit tot de Tower of London. Zijn zoon Willem Rufus begon met de bouw van Westminster Hall, die de basis vormt voor het Palace of Westminster.

### Londen tussen 1100 en 1500
Londen groeide verder in welvaart en inwonertal tijdens de middeleeuwen. De stad had in 1100 ongeveer 15.000 inwoners, in 1300 waren dat er al bijna 80.000.
Londen wist zich dankzij zijn rijkdom steeds zelfstandiger te maken van de koningen. Tegen betaling verkreeg het verschillende vrijheden en privileges. Zo kreeg de stad in 1194 van Richard Leeuwenhart het statuut dat een bestuur van mayor (burgemeester) en aldermen (wethouders) handhaafde. Dit werd bevestigd in een nieuw handvest van 1199. In 1215 moest Jan zonder Land nieuwe privileges toestaan, als gevolg van de bepalingen in de Magna Carta. Bij dit verdrag werd de macht van de koning ingeperkt en het garandeerde grotere politieke vrijheden voor de edelen. Omdat die verklaring onder dwang was getekend, voelde Jan zich er echter niet aan gebonden. Hij kreeg hierbij de steun van paus Innocentius III, maar dit kon hem niet baten. De opstandelingen wilden de troon overdragen aan de Franse kroonprins Lodewijk (de latere Franse koning Lodewijk VIII). Deze trok in juni 1216 Londen binnen. Al snel overleed Jan zonder Land en gaf Lodewijk zijn aanspraak op de troon op.
Geleidelijk verwierf Londen zoveel zelfbestuur, dat geen enkele ambtenaar van de koning er toegang had en de koning zelf alleen na toestemming. De macht was in handen van de kooplieden, die zich hadden verenigd in gilden. Ook buitenlandse kooplieden als Florentijnen, Genuezen, Venetianen en vooral Hanzekooplui vestigden zich in de stad. Sinds 1157 zetelde het Hanzeverbond in het SteelYard.
De stad werd in 1381 tijdens de Engelse Boerenopstand aangevallen door opstandige boeren, die onder leiding van Wat Tyler stonden. In deze periode drukten de belastingen zwaar op de boeren. Toen in de jaren zeventig van de veertiende eeuw de Honderdjarige Oorlog weinig successen opleverde, werden er centrale belastingen opgelegd, deels om de oorlog te bekostigen. De volksopstand richtte zich met name tegen de adviseurs van koning Richard II.

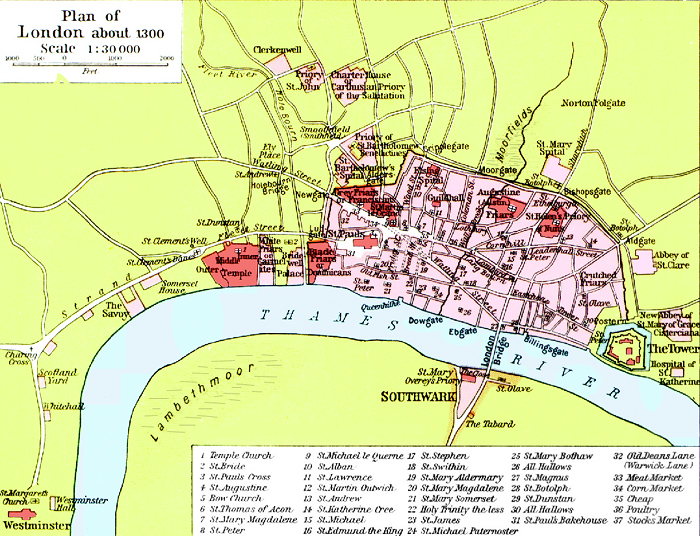
Londen in 1300

Tijdens de Rozenoorlogen (1455-1485), een burgeroorlog met de Engelse troon als inzet, waren er onder de Londenaren veel aanhangers van het huis York, waardoor Hendrik VI uit het huis Lancaster Londen moest ontvluchten. Hendrik werd echter opgepakt en gevangengezet in de Tower of London. Hier werd hij waarschijnlijk vermoord.
William Caxton drukte het eerste boek in Engeland. Hij zette in 1476 een drukkerij op in Westminster. Hier drukte hij onder meer Geoffrey Chaucers The Canterbury Tales en Thomas Malory's Morte d'Arthur. Caxton was tevens vertaler. Hij vertaalde vooral uit het Frans en het Latijn. Ook het Nederlandse Van den vos Reynaerde vertaalde en drukte hij in het Engels, waardoor van dit Nederlandse epos een grote invloed uitging op de buitenlandse literatuur. Omstreeks 1500 vestigde de drukker Wynkyn de Worde, die samenwerkte met Caxton, zich in Fleet Street. Vanaf dat moment was deze straat eeuwenlang het centrum van de nationale pers. Wynkyn publiceerde onder meer werk van Stephen Hawes en Alexander Barclay.
In de veertiende eeuw was Londen veruit de grootste stad van Engeland met zeker 50.000 inwoners.
De pestepidemieën van de veertiende en vijftiende eeuw zouden vervolgens tot een zekere daling leiden, maar tegen 1500 had de bevolking zich weer hersteld. 

## Vroegmoderne Tijd

### Londen ten tijde van de Tudors

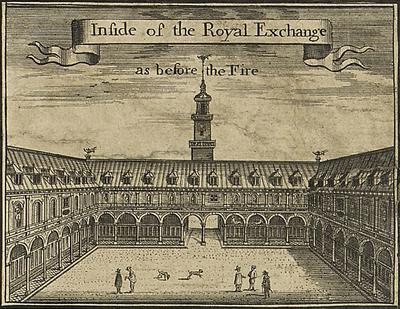
Het eerste gebouw van de Royal Exchange

De zestiende eeuw was een 'gouden eeuw' voor Londen en Engeland. Sterke vorsten als Hendrik VIII en zijn dochter Elizabeth I zorgden voor belangrijke veranderingen in de stad.
Met de Act of Supremacy in 1534 werd Hendrik VIII door het Engelse parlement aangesteld als het hoofd van de Church of England. De aanname van de Act of Supremacy en de daarbij behorende afscheiding van de Anglicaanse Kerk van de Rooms-Katholieke Kerk, gaf aanleiding tot belangrijke veranderingen in de stad. Veel kerken werden verwoest of wisselden van eigenaar. Hendrik sloot alle kloosters in de stad. De koning verhuisde van het Palace of Westminster naar het Palace of Whitehall.
Londen werd al vroeg een financieel en handelscentrum: in 1565 werd de Royal Exchange (de Beurs) gesticht door Thomas Gresham.
Onder het bewind van Elizabeth werd er in de stad veel gebouwd. In het begin van de zestiende eeuw bestond Londen uit drie compleet verschillende delen: de oude City, die zijn functie als economisch en commercieel centrum behield en daarnaast ook woningen voor de burgers te bieden had, Westminster waar de politieke macht geconcentreerd was, en ten slotte Southwark dat was ontstaan op de grond die de kerk in beslag had genomen.
Tijdens de regeerperiode van Elizabeth werd het theater populair. Vooral William Shakespeare heeft een belangrijke bijdrage aan die populariteit geleverd. Rond 1598 werd het Globe Theatre in Bankside gebouwd. Verschillende stukken van Shakespeare werden hier voor het eerst opgevoerd door het gezelschap Lord Chamberlain's Men.
Gedurende de zestiende eeuw werd Londen overigens een belangrijke trekpleister voor Noord- en vooral Zuid-Nederlandse vluchtelingen, dit ten gevolge van de Nederlandse Opstand en de religieuze onrust die dit met zich meebracht. Vooral tijdens de prille fase van de Opstand, de jaren zestig en zeventig van de zestiende eeuw, werd Londen overstelpt door protestantse ballingen. In 1567 zou maar liefst 75% van de uitheemse bevolking van de Nederlanden afkomstig geweest zijn. Er ontwikkelde zich een aanzienlijke congregatie rond de Austin Friars kerk, gefrequenteerd door figuren als schilder Lucas d'Heere.

### Londen tussen 1600 en 1650
Omstreeks 1600 was Londen gegroeid tot een stad met ongeveer 200.000 inwoners. Hiermee behoorde Londen, samen met Parijs, Antwerpen en Constantinopel tot de vier grootste steden van Europa.
Aan de periode van culturele bloei, die onder Elisabeth was aangevangen, kwam geen einde toen Jacobus I aan de macht kwam. Grote schrijvers en wetenschappers als John Donne, Ben Jonson, Francis Bacon en William Shakespeare kenden grote successen. Wellicht de grootste bijdrage van Jacobus aan de Londense bevolking was de nieuwe watervoorziening voor de stad. Onder de bevolking was hij vrij populair. Toch heeft een groep rooms-katholieken onder leiding van Guy Fawkes geprobeerd in één klap de protestantse Jacobus, zijn familie en een groot deel van de aristocratie te doden door een bom te plaatsen in het Palace of Westminster. Gelukkig voor Jacobus werd dit Gunpowder Plot verijdeld, en werden de samenzweerders ter dood veroordeeld.
Tijdens de Engelse Burgeroorlog, waarin koningsgezinde aanhangers van Karel I (Cavaliers) vochten tegen aanhangers van het Lange Parlement, was Londen een bolwerk van aanhangers van het Lange Parlement. Uiteindelijk kwam de puritein Oliver Cromwell aan de macht. Hij sloot in 1642 alle theaters in Londen.

### Londen tussen 1650 en 1700

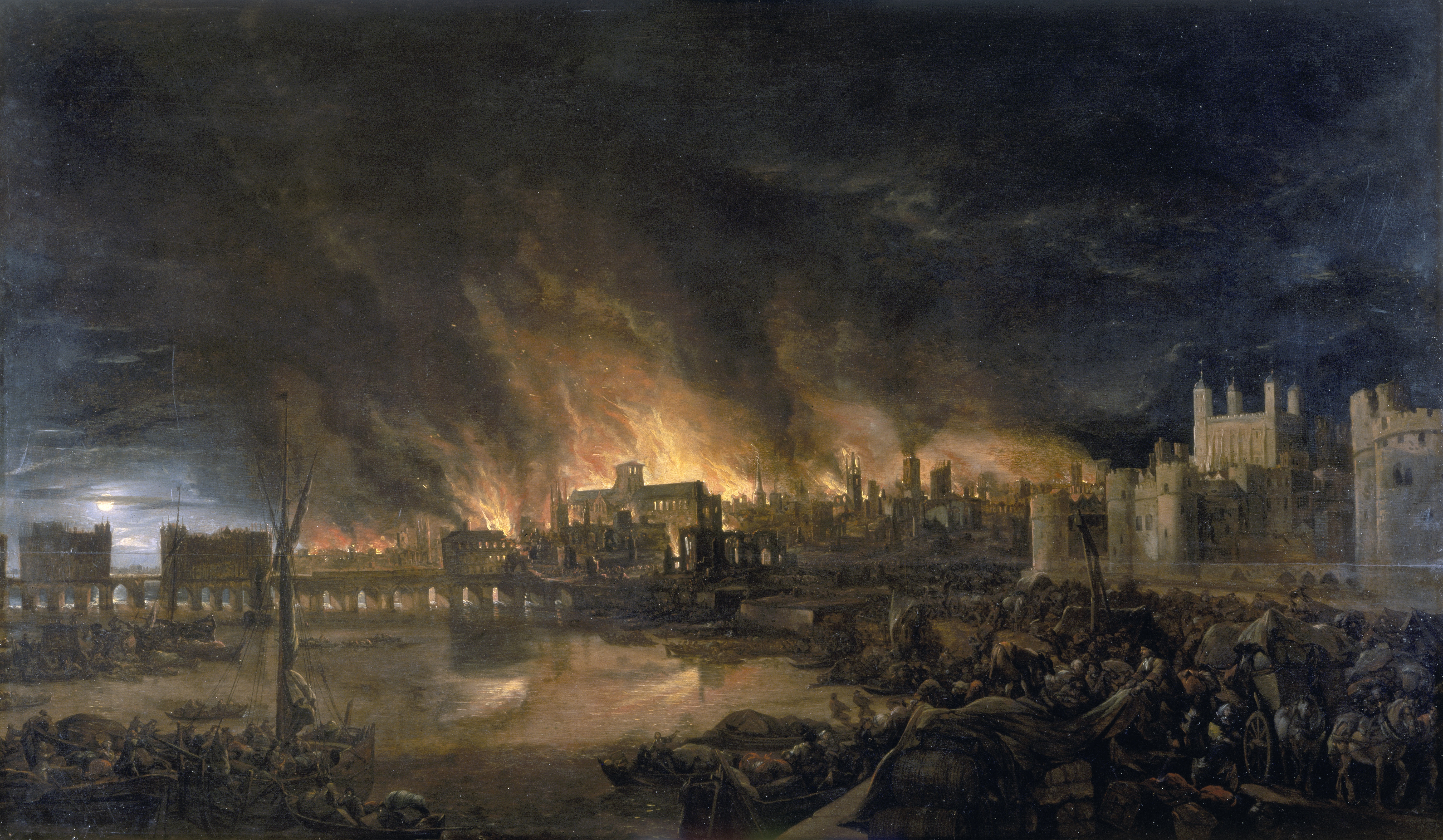
De Grote brand van 1666

Voorafgaand aan de twee grootste rampen die het zeventiende-eeuwse Londen zou treffen telde de stad zo'n 460.000 inwoners. In 1665 brak er een grote pestepidemie uit, die ongeveer 100.000 slachtoffers eiste, en van 2 tot 5 september 1666 woedde de Grote brand van Londen, die een groot deel van de City verwoestte. Tegelijkertijd was de Tweede Engels-Nederlandse Oorlog aan de gang. Samuel Pepys hield over deze periode een gedetailleerd dagboek bij.
Koning Karel II, zijn familie en zijn hof verlieten de stad toen de pest was uitgebroken en vluchtten naar Oxford. De Lord Mayor bleef echter op zijn post evenals de schepenen. Op het hoogtepunt van de uitbraak lag vrijwel alle handel en bedrijf in de stad stil, omdat de rijke handelaars en ambachtslieden waren gevlucht. Slechts een klein aantal geestelijken, artsen en apothekers bleven gedurende die zomer achter in de stad om hulp te bieden aan de slachtoffers. Uit tellingen blijkt dat de sterfgevallen in Londen eerst tot 1000 personen per week kwamen, toen 2000 personen per week en tegen september 1665 wel tot 7000 personen per week. Door de vroege herfst begon de epidemie af te nemen. In februari 1666 werd de stad weer veilig genoeg geacht voor de koning om terug te keren.

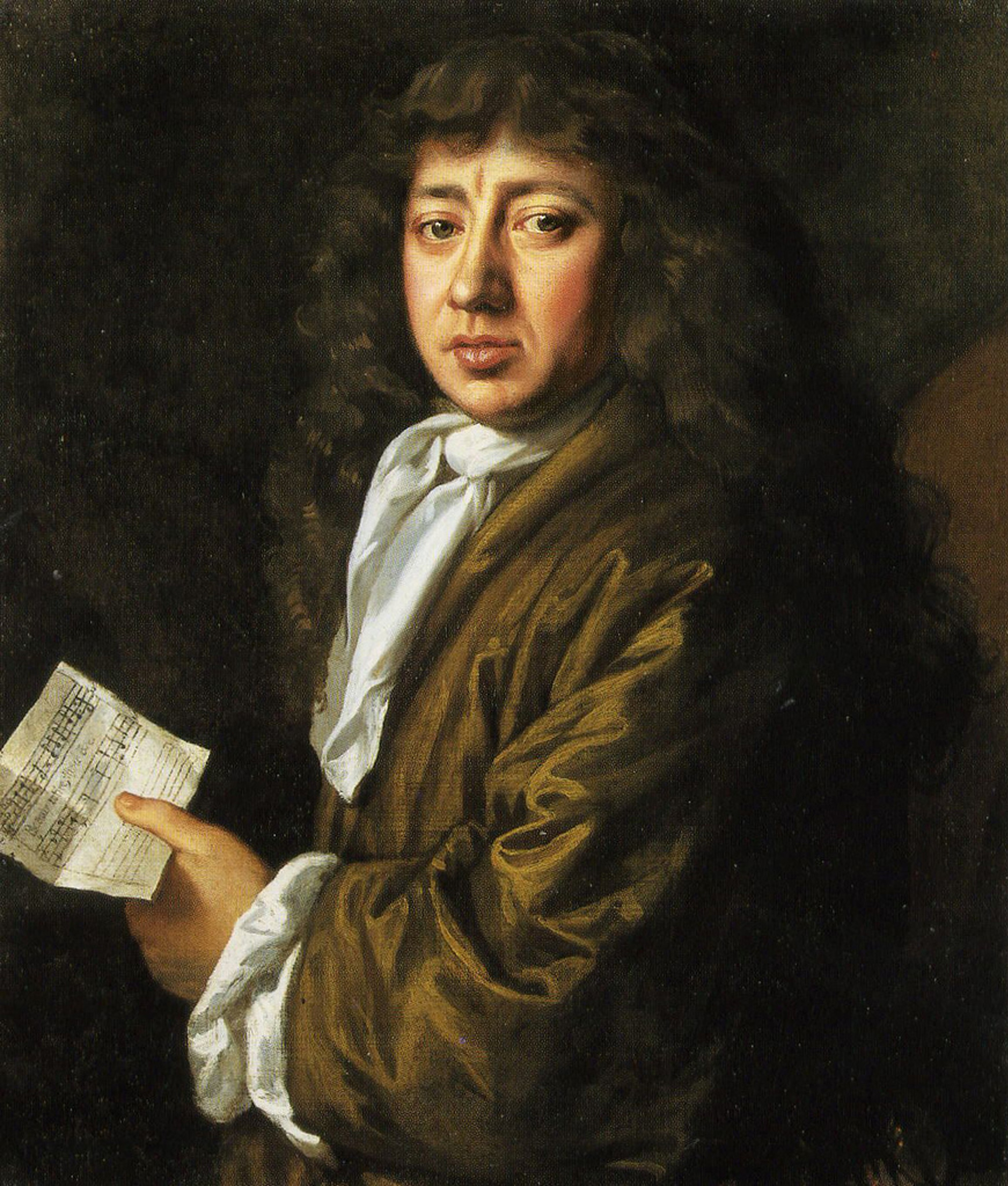
Samuel Pepys

De Grote brand begon in Pudding Lane, in het oosten van de stad. Thomas Farrinor, de bakker van koning Karel II, had vergeten het vuur in zijn oven te doven voor hij naar bed ging. De brand heeft vier dagen gewoed. Op de vierde dag doofde het vuur uit zichzelf bij gebrek aan brandstof. Ruim 80% van de City was in de as gelegd.
Sir Christopher Wren speelde een grote rol bij de stedenbouwkundige planning en wederopbouw na de Grote Brand. Zo ontwierp hij de nieuwe St Paul's Cathedral, die in vlammen was opgegaan, en het herdenkingsmonument van de Grote Brand, eenvoudigweg The Monument geheten. Wren voerde ook enkele verbouwingen uit aan het Palace of Whitehall alvorens het complex afbrandde in 1698.
Op 18 december 1688 trokken Willem III van Oranje en zijn vrouw Maria Stuart Londen binnen. Hen was door een aantal protestantse leiders in Londen gevraagd om de orde in het land te herstellen, omdat de katholieke koning Jacobus II tegen de zin van het ontbonden parlement wetten uitvaardigde waarin katholieken meer godsdienstvrijheid kregen. De stad werd daarna maandenlang door Nederlandse troepen bezet gehouden. Na deze Glorious Revolution werden Willem en zijn vrouw koning en koningin van Engeland.
Aan het einde van de zeventiende eeuw stichtte Willem III, met behulp van Nederlands kapitaal, de Bank of England, gevestigd in Threadneedle Street. In deze tijd werd ook Lloyd's of London opgericht.

## 18e eeuw

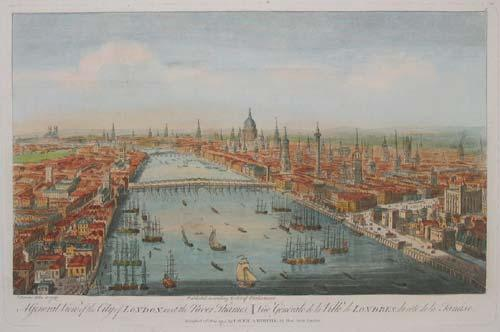
Londen in 1751

Rond het jaar 1700 werd in Londen 80% van de Engelse import en 69% van de Engelse export verwerkt. De Britse Oost-Indische Compagnie speelde hierin een belangrijke rol. De voornaamste handelsgoederen waren rond die tijd katoen, zijde, indigo, salpeter en thee. In die tijd had Londen de rol van Amsterdam als financieel wereldcentrum overgenomen.
De stad groeide enorm tijdens de achttiende eeuw. Nieuwe wijken als Mayfair werden gebouwd voor de rijken, er werden nieuwe bruggen over de Theems gebouwd, en de haven van Londen werd uitgebreid. St Paul's Cathedral werd voltooid op 20 oktober 1708, op de verjaardag van Cristopher Wren, alhoewel de eerste dienst al tien jaar eerder werd gehouden.
In 1762 verkreeg George III Buckingham Palace van de graaf van Buckingham. Verschillende architecten, waaronder John Nash, hebben het paleis verbouwd. Vanaf 1837 is Buckingham Palace het officiële woonhuis van de koning van Engeland.
Tussen 2 en 9 juni 1780 vonden in de stad de Gordon Riots plaats dat een van de grootste en vernietigendste rellen van de geschiedenis van de stad was. Relschoppers vielen onder meer de gevangenis van Newgate en de Bank of England aan. Door inzet van het leger werden de rellen beëindigd.
Aan het einde van de achttiende eeuw veranderde het uiterlijk van Londen in dat van een industriestad, door de Industriële Revolutie.

## 19e eeuw

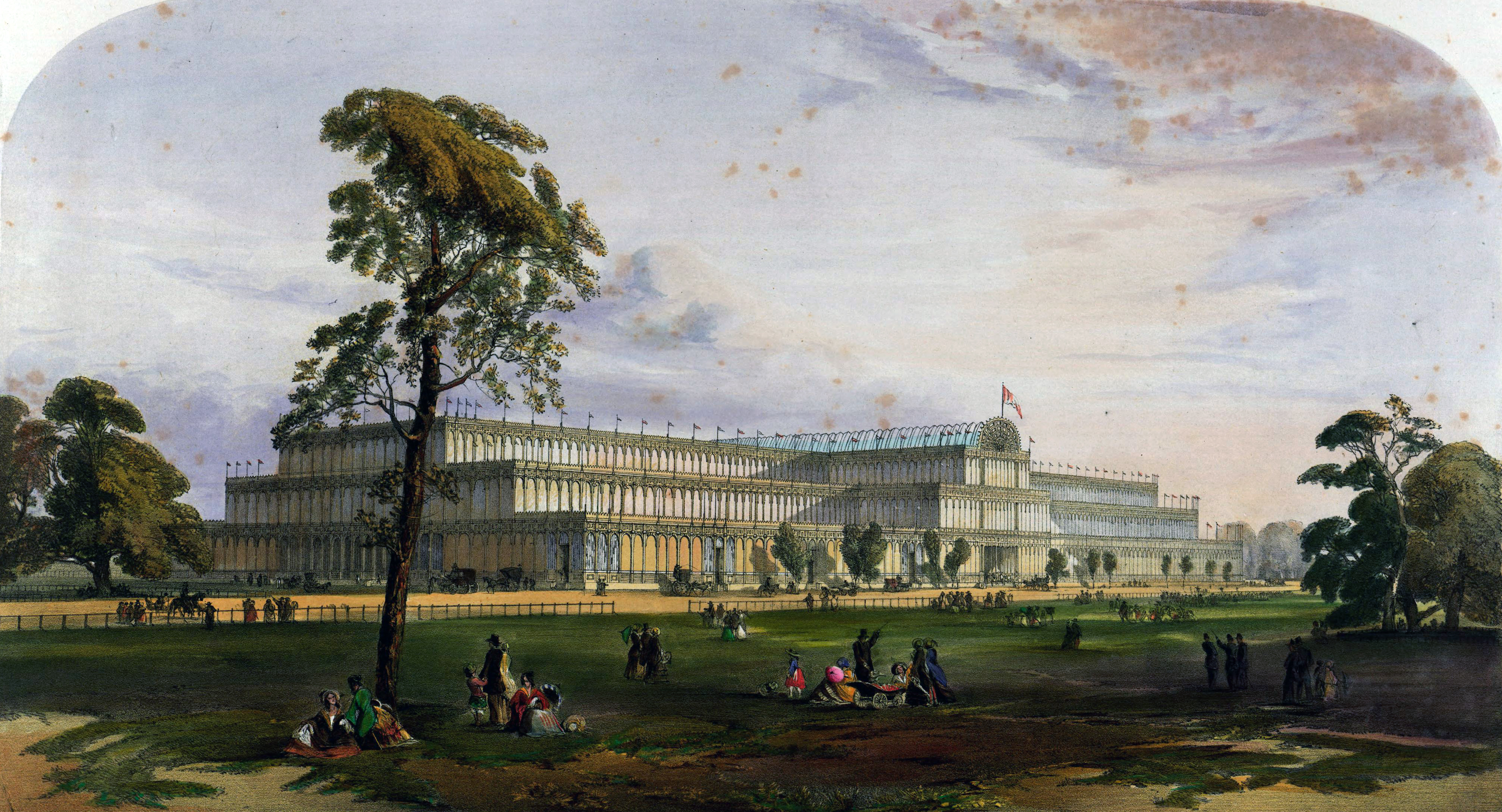
Crystal Palace in Hyde Park, het gebouw voor de Great Exhibition

Tijdens de negentiende eeuw groeide Londen, met meer dan 1 miljoen inwoners in 1821, uit tot de grootste stad van de wereld. De Industriële Revolutie bracht de stad veel welvaart. Keerzijde is dat vele arbeiders onder erbarmelijke omstandigheden leefden. Het negentiende-eeuwse Londen werd beschreven door beroemde auteurs als Charles Dickens, onder andere in zijn Oliver Twist, en Arthur Conan Doyle, die bekend is geworden met zijn Sherlock Holmesverhalen.
Door de toename van de bevolking werd hygiëne steeds belangrijker. Na cholera-epidemieën in 1853 en 1854, waarbij meer dan 10.000 Londenaren omkwamen, begon sir Joseph Bazalgette met de aanleg van het rioolstelsel voor de stad. Met de toenemende bevolking nam ook het verkeer steeds meer plaats in. Dit was de reden dat men zich steeds meer bezighield met een goede afwikkeling van het verkeer en het opzetten van openbaar vervoer. De Thames Tunnel was de eerste tunnel ter wereld onder een bevaarbare rivier. De metro van Londen nam al snel een belangrijke plaats in de maatschappij in. De eerste spoorweg in de stad, een lijn van London Bridge naar Greenwich, werd geopend in 1836.
Tijdens het victoriaans tijdperk werden in Londen twee grote wereldtentoonstellingen georganiseerd: in 1851 de Great Exhibition en in 1862 de International Exhibition. Vooral de tentoonstelling van 1851, gehouden in Crystal Palace, is befaamd. De tentoonstelling werd georganiseerd ter viering van moderne industriële technologie en ontwikkeling. Zes miljoen mensen, destijds gelijk aan een derde van de gehele Britse bevolking, bezochten de tentoonstelling. In totaal bracht de tentoonstelling £186.000 op, wat gebruikt werd om het Victoria and Albert Museum, het Science Museum en het Natural History Museum te bouwen. Het resterende geld werd gebruikt om een educatieprogramma op te zetten dat studiebeurzen verleende voor industrieel onderzoek.
Jack the Ripper verminkte en vermoordde in de tweede helft van 1888 zeker vijf prostituees in East End. Deze moorden hielden de gemoederen behoorlijk bezig in die tijd. De identiteit van Jack the Ripper is altijd onbekend gebleven.
Tijdens de Regencyperiode, heeft John Nash Regent Street, Trafalgar Square en het Regent's Park ontworpen. In 1894 werd de Tower Bridge ingewijd.

## 20e eeuw

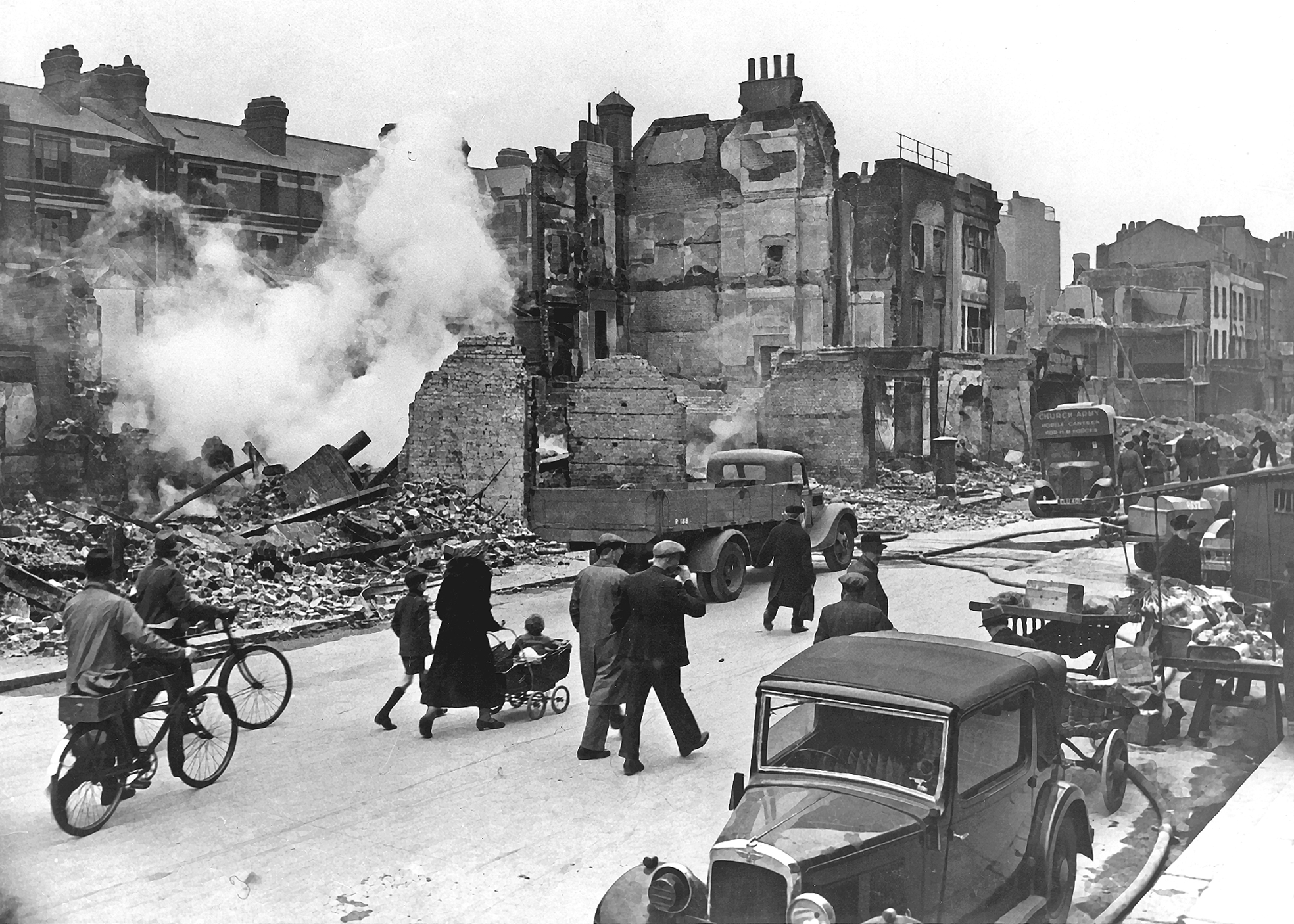
Ingestorte gebouwen na een Duitse luchtaanval tijdens de Tweede Wereldoorlog

In het begin van de twintigste eeuw telde de stad meer dan 6.5 miljoen inwoners. De stad organiseerde in 1908 voor het eerst in haar geschiedenis de Olympische Zomerspelen. Met een duur van zes maanden zijn dit de langste Spelen uit de geschiedenis. De twintigste eeuw werd gedomineerd door twee wereldoorlogen.

### Londen tussen 1900 en 1945
In 1914 brak de Eerste Wereldoorlog uit. Londen kreeg voor het eerst in de geschiedenis te maken met luchtbombardementen. Aanvallen van Duitse zeppelins kostten ongeveer 700 mensen het leven. Net als de rest van het land werd Londen in het interbellum zwaar getroffen tijdens de Grote Depressie. Veel mensen zochten hun toevlucht tot extremistische partijen, zoals de British Union of Fascists. Op 4 oktober 1936 vond de Slag om Cable Street plaats, een confrontatie tussen de BUF en de antifascisten. In 1939 bereikte Londen, met 8.615.245 inwoners, zijn hoogste inwonertal ooit.
Tijdens de Tweede Wereldoorlog werd Londen zwaar getroffen door Duitse bombardementen, waarbij ongeveer 20.000 doden vielen. Het Londens kabinet, de naam voor de Nederlandse regering in ballingschap tijdens de Tweede Wereldoorlog, vestigde zich in Londen. Ook de Belgische regering vluchtte naar Londen.
Aan het einde van de Tweede Wereldoorlog werd Londen bestookt door V-1 en V-2 raketten, waar ook vele doden en gewonden bij te betreuren vielen.
Op 8 augustus 1945 werd tussen de VS, Frankrijk, Engeland en de Sovjet-Unie (ook wel de Grote Vier genaamd), het Verdrag van Londen gesloten. In dit verdrag werd bepaald dat berechting van de grote oorlogsmisdadigers uit de Tweede Wereldoorlog zou plaatsvinden door een in te stellen internationale militaire rechtbank.

### Londen tussen 1945 en 2000

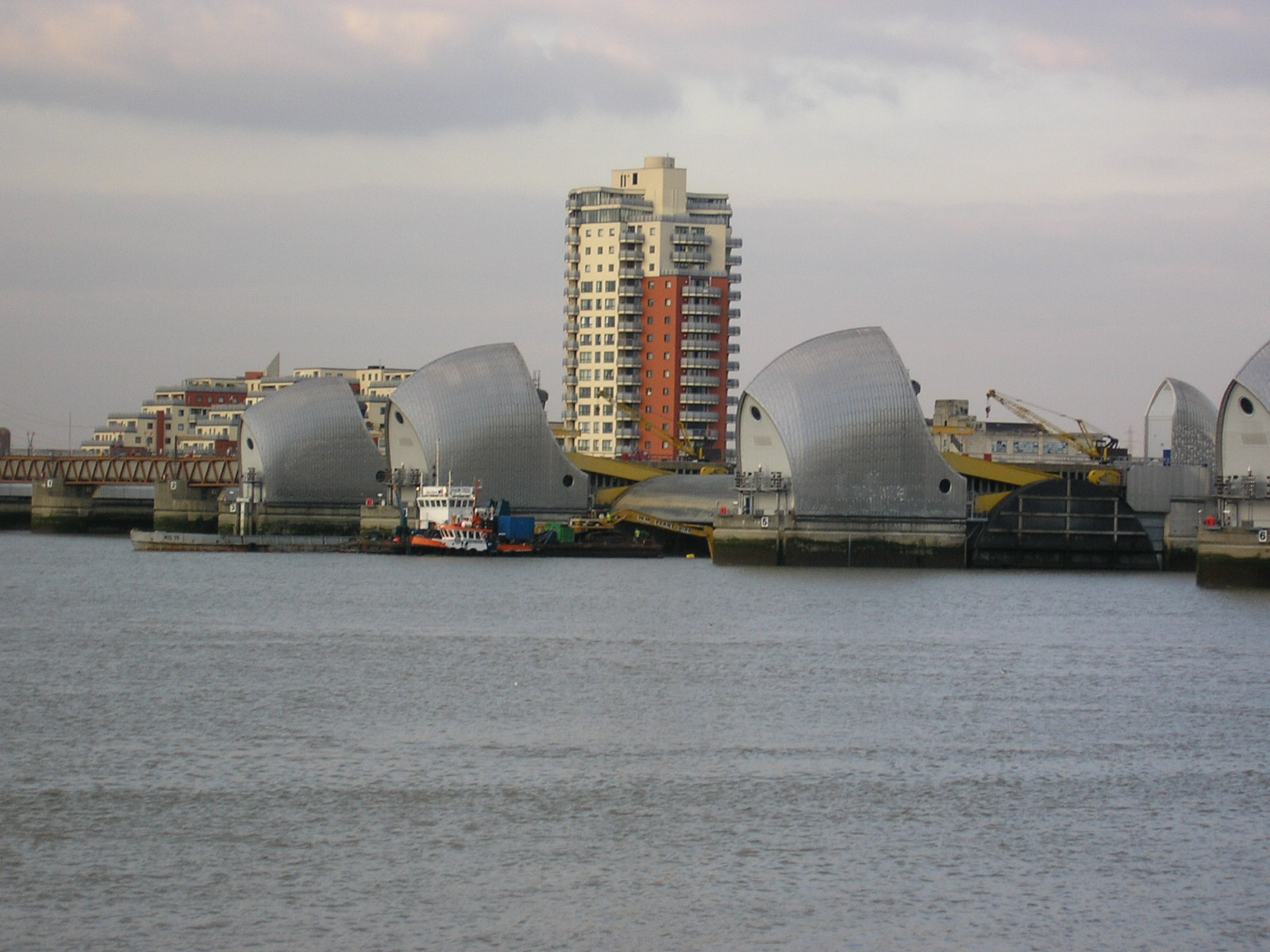
Thames Barrier

In de eerste jaren na de oorlog stond Londen vooral in het teken van de wederopbouw. In 1948 organiseerde Londen de Olympische Spelen. Na een onderbreking van twaalf jaar vanwege de Tweede Wereldoorlog, waren dit de eerste Spelen sinds de zomerspelen van 1936 in Berlijn. In 1951 werd het Festival of Britain in Londen gehouden. Doel van het festival was om de Britten moed te geven tijdens de wederopbouw.
Enkele malen (in 1952 en 1962) werd Londen ernstig bedreigd door overstromingen. Oorzaak is dat de stad met een snelheid van 30 cm per eeuw zakt. Dit maakte het noodzakelijk om de imposante Thames Barrier bij Woolwich te bouwen.
Na het uiteenvallen van het Britse Rijk, kwamen veel inwoners uit de voormalige koloniën in Londen wonen. De grootste groep migranten in Londen zijn Indiërs, gevolgd door Bengalen en Pakistanen.
In de jaren zestig werd Londen het internationale centrum van de jeugdcultuur. Dit kwam mede door het succes van Britse bands als The Beatles en de Rolling Stones. Carnaby Street verwierf in die tijd wereldwijde bekendheid als een 'hippe' winkelstraat, waar zich vooral muziekwinkels en kledingboutiques bevonden. De modeontwerpster Mary Quant was hier ook gevestigd. Londen was de bakermat van de punkmuziek. Londense bands als Sex Pistols en The Clash hebben een belangrijke bijdrage geleverd aan dit genre. De Londense modeontwerpster Vivienne Westwood maakte naam als de ontwerpster van het punktijdperk en groeide uit tot een van de meest vooraanstaande Britse ontwerpers.
Sinds het begin van "The Troubles" in Noord-Ierland (van de jaren zeventig tot de jaren negentig), was Londen vaak het doelwit van terroristische aanslagen, gepleegd door de IRA. Bij een aanslag op warenhuis Harrods in 1983 vielen er drie doden. In 1991 mislukte een aanslag met mortier op Downing Street 10, ambtswoning van de toenmalige premier Major. Er vielen 3 doden en 91 gewonden in 1992 bij een aanslag in de City. In februari 1996 was er een zware aanslag in de Docklands. Hierbij vielen twee doden.

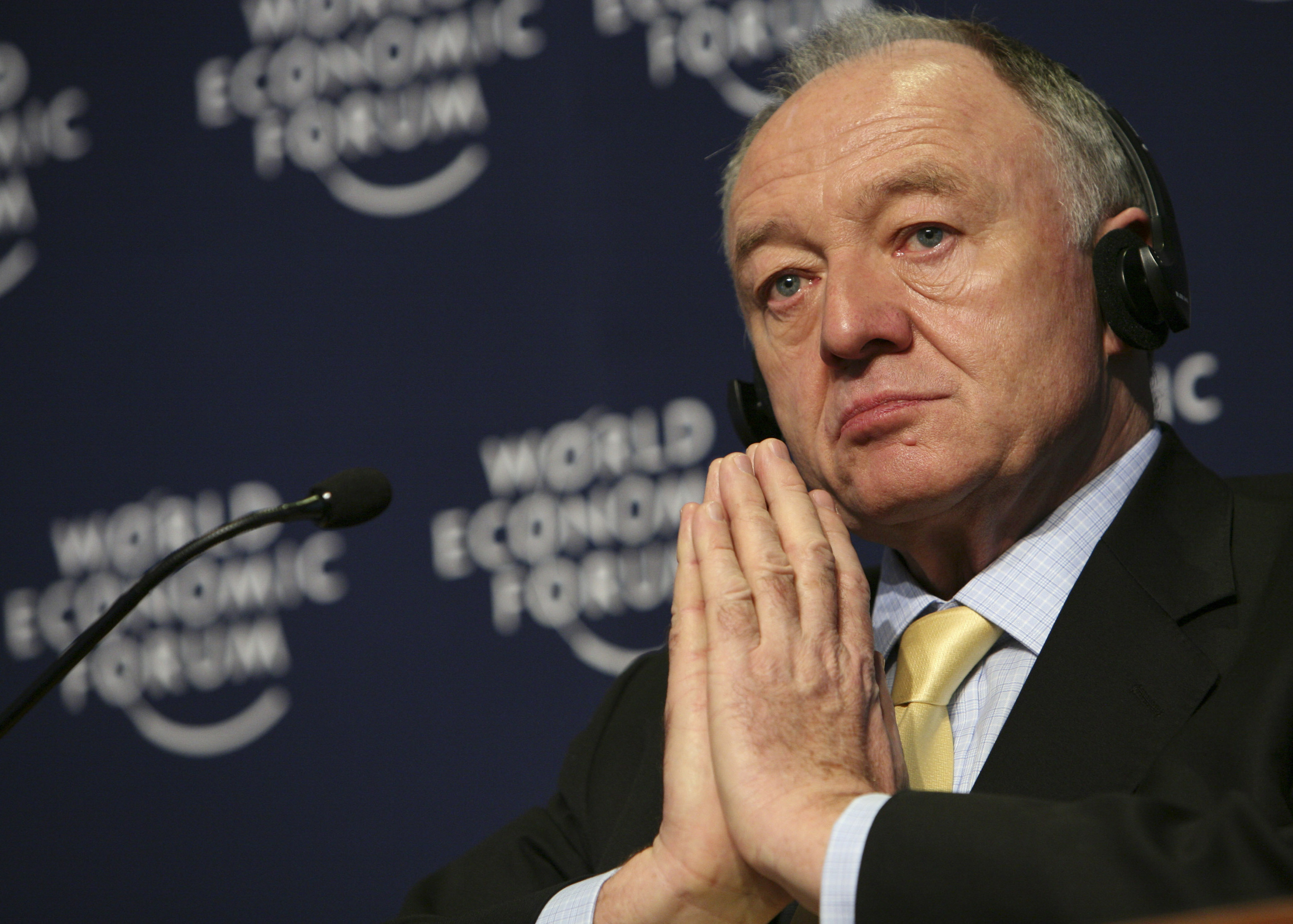
Ken Livingstone

In 1986 werd de Greater London Council (het bestuur voor Groot-Londen) afgeschaft. Oorzaak was het conflict tussen de voorzitter en latere burgemeester van Londen, Ken Livingstone en Margaret Thatcher. Hij raakte in conflict met haar, onder andere omdat hij Gerry Adams, de leiderSinn Féin, ontvangen had en na hun gesprek zei dat volgens hem de behandeling van de Ieren de afgelopen 800 jaar slechter was geweest dan die van de joden onder Adolf Hitler. Ook liet hij een billboard plaatsen op het dak van het gemeentehuis met de werkloosheidscijfers en riep de GLC Londen uit tot een "nuclear-free zone".
Bij de brand in het metrostation King's Cross op 18 november 1987 vielen 31 doden en meer dan 60 gewonden.
De brand ontstond bij de houten roltrappen diep onder de grond, maar brandde tot op straatniveau uit. De brand was de grootste ramp in de metro in de Engelse geschiedenis.
In 1981, 1985 en 1995, was de zwarte Londense wijk Brixton het toneel van rassenrellen. Ergernissen over het optreden van de politie waren alle drie de keren aanleiding voor de rellen. De aanleiding voor de rellen in 1995 was de dood van een 26-jarige zwarte jongen in een politiecel.
De stad breidde zich steeds meer uit, maar de groei naar buiten toe wordt nu enigszins afgeremd door de instelling van een groengordel. De ontwikkeling concentreert zich nu in een opwaardering van de oude havengebieden, de Docklands. Vanaf 6 mei 1994 is Groot-Brittannië via de Kanaaltunnel verbonden met het vasteland van Europa. Vanaf dat moment rijden er dagelijks Eurostartreinen tussen Londen, Parijs en Brussel.

## 21e eeuw

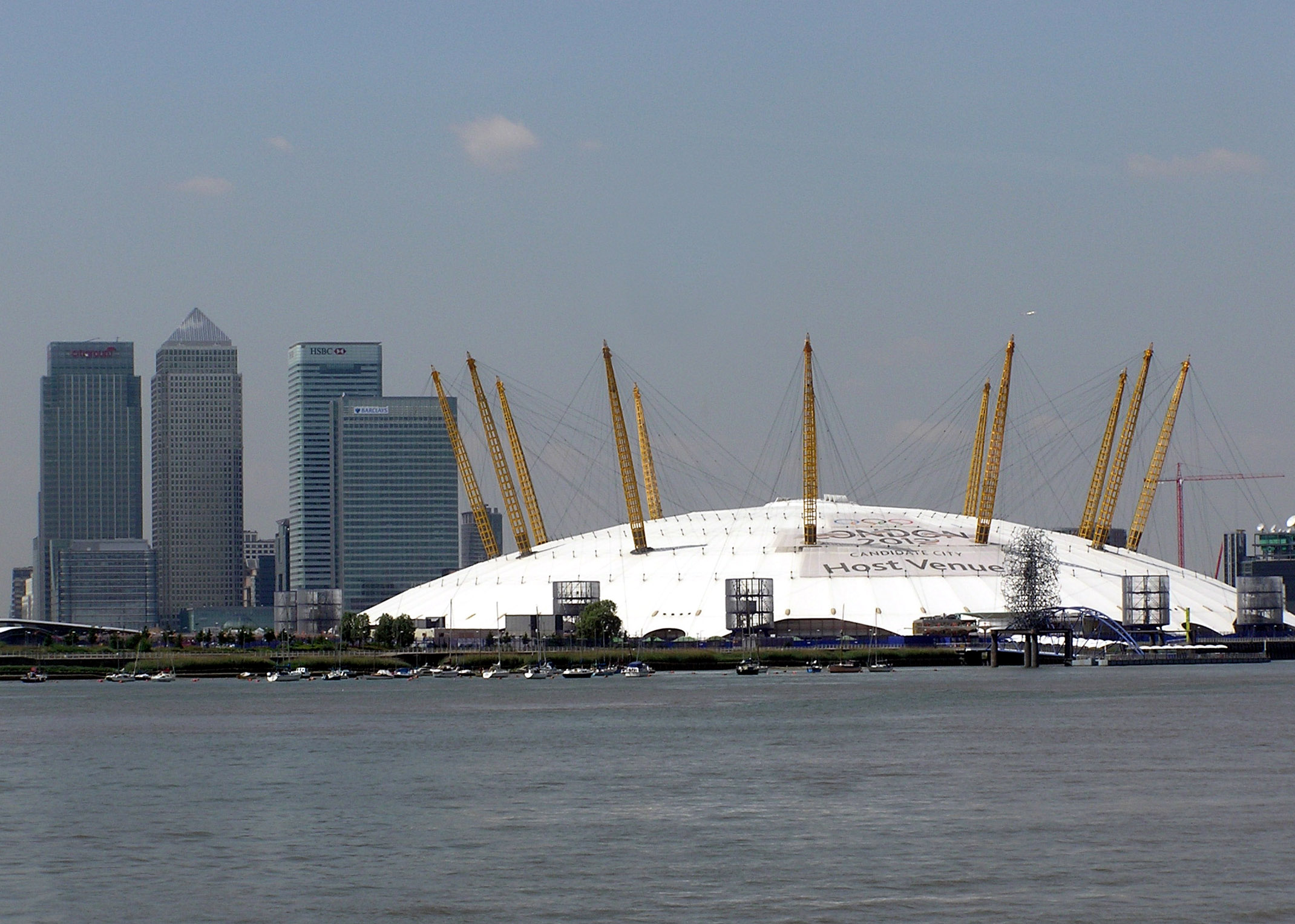
De O_{2}

Ter gelegenheid van het nieuwe millennium, werd The O2 (voorheen Millennium Dome) gebouwd. Tijdens de viering van het nieuwe millennium werden hier concerten gehouden. Een ander millenniumproject was de London Eye, toentertijd het grootste reuzenrad van de wereld.
In 2000, onder de regering van Tony Blair, werd de GLC weer in ere hersteld. Ken Livingstone werd toen gekozen tot burgemeester. In 2008 werd Boris Johnson van de Conservative Party verkozen. Groot-Londen werd toen ook erkend als een van de negen regio's van Engeland.
Vanwege de grote verkeersdrukte in de stad werd in 2003 besloten om een kilometerprijs voor het autoverkeer in te voeren, de zogenaamde London congestion charge. Doel was om meer mensen met het openbaar vervoer te laten reizen. Alhoewel er na de invoering van de congestion charge 30% minder verkeersvertragingen in de binnenstad van Londen zijn, is de binnenstad nog steeds erg druk.
Op 6 juli 2005 werd besloten dat Londen de Olympische Spelen van 2012 mag organiseren. De vieringen waren echter snel voorbij toen de stad een dag later werd opgeschrikt door een reeks terroristische aanslagen. Bij explosies in drie verschillende metrostellen vielen 39 slachtoffers. Ook een bus werd opgeblazen, daar vielen 13 doden. Een nieuwe aanslag met twee bomauto's op vrijdag 29 juni 2007 werd ternauwernood voorkomen.

## Ontwikkeling van het inwonertal
Uit de tabel Ontwikkeling van het inwonertal valt op te maken dat het inwonertal sinds 1939 is afgenomen. De laatste jaren neemt het inwonertal weer toe.
| Jaar | Inwoners        |
| ---- | --------------- |
| 500  | minder dan 5000 |
| 1066 | 5000-40.000     |
| 1300 | 50.000-100.000  |
| 1600 | 200.000         |
| 1650 | 350.000         |
| 1700 | 700.000         |
| 1801 | 958.863         |
| 1821 | 1.378.947       |
| 1861 | 2.803.989       |
| 1881 | 4.776.661*      |
| 1891 | 5.633.332       |
| 1899 | 6.528.434       |
| 1939 | 8.615.245       |

| Jaar | Inwoners  |
| ---- | --------- |
| 1951 | 8.196.978 |
| 1961 | 7.992.616 |
| 1971 | 7.452.520 |
| 1981 | 6.805.000 |
| 1991 | 6.829.300 |
| 2000 | 7.322.400 |
| 2002 | 7.361.600 |
| 2001 | 7.364.100 |
| 2002 | 7.389.100 |
| 2006 | 7.456.100 |
| 2009 | 7.512.400 |
| 2007 | 7.556.900 |

- Vanaf 1881 geldt het inwonertal voor Groot-Londen.

Uitzicht over modern Londen, gezien vanaf St Paul’s Cathedral